# Maurice Stevenson Bartlett
Maurice Stevenson Bartlett (1910–2002) – angielski statystyk, profesor Uniwersytetu Manchesterskiego. Wniósł istotny wkład w rozwój wnioskowania statystycznego oraz statystyki wielowymiarowej. Zajmował się również procesami stochastycznymi i szeregami czasowymi. Był członkiem Royal Society i International Statistical Institute, przewodniczącym brytyjskiego regionu Biometric Society (organizacji znanej obecnie jako International Biometric Society) w latach 1964-1966 oraz przewodniczącym Królewskiego Towarzystwa Statystycznego w latach 1966-1967. W 1969 r. został laureatem Medalu Guya.